# Varvarivka, Sovietskîi
Varvarivka (în ucraineană Варварівка) este un sat în comuna Krasnoflotske din raionul Sovietskîi, Republica Autonomă Crimeea, Ucraina.

## Demografie
Componența lingvistică a localității Varvarivka
     Rusă (65,03%)
     Tătară crimeeană (26,66%)
     Ucraineană (6,45%)
     Alte limbi (0,68%)
Conform recensământului din 2001, majoritatea populației localității Varvarivka era vorbitoare de rusă (65,03%), existând în minoritate și vorbitori de tătară crimeeană (26,66%) și ucraineană (6,45%).